# Срби у Латинској Америци
Срби у Латинској Америци су људи српског порекла који живе у земљама Латинске Америке.

## Срби у Аргентини
На територији Републике Аргентине данас живи око 30 000 људи српског порекла, већим делом са простора данашње Црне Горе и Хрватске, а мањим делом из Србије и Босне и Херцеговине. Премда истог порекла као и северноамеричка, аргентинска емиграција је развила специфичан и комплексан друштвени и културни карактер. Ипак, за разлику од северноамеричких дијаспора, о којима су написане многе студије, о емиграцији у Аргентини не постоји ниједно истраживање које би обухватило историјски преглед и околности исељавања, односно – насељавања и живота у Аргентини, друштвени и културни живот емиграната, као и низ веома сложених питања, која се тичу односа према идентитету (етничком, регионалном, културном, религијском) и начину његовог обликовања и испољавања, како кроз историју тако и под утицајем савремених дешавања у матици, односно земљама порекла.
Срби су почели насељавати Јужну Америку крајем прве половине 19. века. То су првенствено били морнари из Бока которске и Далмације који су пловили на бродовима под разним заставама. Један од бокељских морнара који се населио у Аргентини био је Милош Вукасовић. Он је 1870. у Буенос Ајрес у отворио паробродско друштво "La Platense". Касније, Вукасовић је именован и за почасног конзула Кнежевине Црне Горе у Аргентини а био је и почасни председник Славјанског друштва узајамне помоћи којег су 1880. у Буенос Ајресу основали југословенски исељеници, док је секретар друштва био његов брат Божо Вукасовић. У периоду од 1857. до 1908. у Аргентину се уселило 4,2 милиона људи, од јужнословенских народа на листи досељеника су се нашли и Црногорци - 300, Србијанци - 21 али и многи Срби из Аустро-Угарске - око 500. Аргентински имиграциони закон давао је странцима "велику слободу и широке могућности - сва цивилна права грађанина, без обавезе да прихвате аргентинско држављанство." Међу угледним и старијим исељеницима из Црне Горе помиње се често фамилија Радоњић, која води порекло из Његуша. Радоњићи су дошли у Буенос Ајрес 1870. године а први међу њима афирмисао се Душан Радоњић, који је постао угледан бизнисмен и директор листа "El economista". Био је зет Милана Стојадиновића. Син Душана Радоњића, Хуан Радоњић је познати аргентински политичар, а његова кћерка Ванеса Радоњић је са шеснаест година 1986. постала аргентинска краљица лепоте. Аргентинци памте и Хуана Вучетића, криминалистичког инспектора који је измислио дактилоскопију. Миле Ковачевић је власник велике фарме са тридесетак хиљада оваца, а Драгомир Костић угледан српски емигрант и утемељивач Српске православне цркве у Аргентини.
Наиме, од почетка досељавања, па све до краја четрдесетих година 20. века, на подручју Јужне Америке није било представника СПЦ-а, те су православни исељеници већином били усмерени на Руску православну цркву, која је на овим просторима постојала још од краја 19. века, а у неким местима – и на друге помесне православне цркве. Теренска истраживања обављена у Аргентини указују на то да је српску православну верску заједницу дужи низ година карактерисало осипање (слабија заинтересованост исељеника), пре свега због тога што су друга, трећа и наредне генерације потпуно интегрисане у аргентинско друштво, и њихови припадници су најчешће у мешовитим браковима. Иако се велики број њих и даље венчава и крштава у Српској православној цркви, они већином доскора нису узимали никакво учешће у црквеном животу. Године 2011. оснивана је Буеносаирешка и јужно- централноамеричка епархија са седиштем у Буенос Аиресу (Епархија буеносајреска) и постављен је архиепископ цетињски, митрополит црногорско-приморски Амфилохије за администратора, до избора епархијског архијереја.
Данас, наше исељенике у Аргентини у највећем делу чине потомци првих исељеника и исељеника после Другог светског рата. Знатно мањи део представља емиграција с краја 20. века, а њу већином чине високообразовани имигранти.14 Такође, у последњих неколико година примећена је тенденција досељавања ради склапања мешовитих бракова између грађана Србије и Аргентине.

## Срби у Боливији
У Боливији су Срби, од којих је највећи број био са далматинских острва, долазили из Чилеа у периоду између два светска рата, када су Бабурица, Петриновић и Лукиновић продали своје руднике шалитре, па је део наших људи, који је за њих радио, остао без посла и иселио се у Боливију. У Ла Пазу је живео Цветко-Цезар Петриновић, родом из Ријеке Црнојевића. Он се бавио изградњом путева и имао је једно од највећих боливијских грађевинских предузећа за нискоградњу. У Боливију се населио после Првог светског рата.
Грађењем путева и мостова и на висинама преко 4.500 m бавили су се највише Црногорци (Дабетић, Ражнатовић, Селић, Костић...). Међу успешним грађевинарима помиње се и Владимир Поповић из Београда који је доста градио у Ла Пазу. Такође су се Срби бавили трговином и хотелијерством. Срби су, углавном, живели у Ла Пазу, Кочабамби и Оруру.

## Срби у Бразилу
Први српски исељеници су стигли у Бразил крајем 19. века, док се већа група доселила у периоду између 1922. и 1925. године. Тачније, једна група од око 2.000 исељеника стигла је у Бразил 1922. године. Међу њима је највише било људи из Истре и словеначког приморја. Већина њих су били грађевински радници који су се запослили у држави Сао Пауло. Године 1924-1925 стигла је друга група са острва Корчула, из Блата и Вела Луке, а потом из Војводине. Срби су активно учествовали у организовању друштвеног живота бразилских Југословена, од 1903. године када је створен Југословенски тамбурашки збор из којег је касније израстао Југословенски соко, а и огранак Југословенске народне одбране "Ријека". У њиховом руководству су били Стево Сељан, Божо Драганић и Ђуро Секулић, па браћа Краљевић и Бошњак. До Првог светског рата у Рио де Жанеиру радио је Југословенски центар, а у Сао Паулу Југословенски народни дом и Клуб југословенских жена, као и Југословенско потпорно друштво. Први Српски клуб "Свети Сава" основан је 1949. године који је водио Стево Максимовић. Прва помоћ НОБ-у упућена је 1945. године, иако је Бразил био диктаторска земља. Према службеним подацима СФРЈ у Бразилу је било 60.000 Југословена. Службених података о Србима у статистици Бразила 1988. године није било, јер су били утопљени у Југословене. Процењује се да у Бразилу има око 8.000 Срба.
Већина Срба живи у Сао Паулу, док их у другим деловима Бразила има мање. Најпознатији Срби су Дејан Петковић Рамбо, легенда бразилског фудбала, Душица Јанковић, која влада женским професионалним боксом и ултимат-фајтом, Зоран Ђорђевић, филмски и позоришни редитељ, као и лингвиста Александар Јовановић. У Сао Паолу је радио и музичар Митар Суботић.

## Срби у Венецуели
У Венецуели Срби углавном раде у индустрији, мада има ситних предузетника, трговаца, занатлија, угоститеља и високообразованих људи. Један од познатијих Срба је архитекта и сликар Слободан Лале Јањић, родом из Београда. У Каракасу се налази друга српска православна црква на тлу Јужне Америке, храм Светог Ђорђа, коју су саградили браћа Радиша и Боро Иванић, родом из Огара у Срему. Раиса Иванић, супруга Радише, данас је кључар цркве, као и председник Кола српских сестара у Венецуели. Још један познати Србин у Венецуели је и бејзбол играч Мигел Соколовић.

## Срби у Колумбији
У Боготи постоји српски конзулат као и српски ресторан под називом Београд који води госпођа Катарина Марковић. У градићу Бело, предграђу Медељина активна је Православна патријаршијска српска црква у Колумбији коју води монах Симеон. Познати Срби у Колумбији су глумица Хералдин Живић као и сестре близнакиње, манекенке и фотомодели Маријана и Камила Младеновић Давалос.

## Срби у Мексику
Српска колонија у Мексику броји око 3.000 људи, који су ту дошли по разним основама, а највише њих по потреби службе. Тако се у Мексико Ситију обрео глумац Бранимир Зоговић, који је био професор на Мексичком универзитету, затим Никола Ник Петровић, родом из Ужица, председник Сабора српског уједињења, Бора Милутиновић, фудбалски тренер. У Мексику се, као успешни Срби, помињу браћа Павловић, пореклом из Боке которске, док је један из породице Павловић био гувернер провинције, као и породице Габелић, исто из Боке которске и Булајић из Никшића.
Српска заједница још увек није организована, а главни кривци за то су српске дипломате како у Београду тако и у амбасади у Мексику. Православни Срби се окупљају у руској цркви јер у Мексику нема српске православне цркве.

## Срби у Парагвају
Према конзуларним подацима СФРЈ, југословенска колонија у Парагвају имала је око хиљаду чланова, иако је била стара више од сто година. Међу њима је било и 200 српских исељеника, чији су преци још 1889. године били чланови Славјанског друштва узајамне помоћи, а који су августа 1988. године основали удружење Југословена у Парагвају, чији је потпредседник био Блас Сапини, Србин из Босне. У Парагвају су постојала још 4 југословенска клуба, али су они временом пасивизирали свој рад.

## Срби у Перуу
У Перуу су се српски исељеници бавили углавном трговином. Већином су живели у главном граду Лими и његовој околини, као и у Калау и Керо де Паску. Милан Петковић, из Бока которске, основао је 1906. године Славјанско добротворно друштво у Калау. Срби су годинама живели заједно са Хрватима, па је логично било да постану чланови друштва "Дубровник", чији је председник Иван Орлић Марачић, а благајник Милан Милојевић. Наши исељеници су прву организацију у Јужној Америци, Друштво славјанско од доброчинства, створили баш у Перуу 1871. године.

## Срби у Уругвају
У Уругвају су се Срби досељавали, углавном, после Првог светског рата. Српски исељеници су потицали из Херцеговине. Готово сви су стизали у Монтевидео и у његова индустријска предграђа. Запошљавали су се у индустрији меса, грађевинарству, а мањи број се окренуо пољопривреди.
Наших људи има највише у Оруру, Унију и Потосију као и у Монтевидеу.

## Срби у Чилеу
У Чиле су се прво досељавали морепловци из Бока Которске, међу њима се помиње Петар Замбелић који је трагично нестао 1907. године. Међутим, значајније усељавање одвијало се, пре свега, преко старих досељеника - Паска Бабурице (1875—1941), Франа Петриновића (1882—1951) и Лукиновића, који су успели да концентришу у својим рукама целу производњу шалитре у провинцији Антофагасте, па су досељеници са југословенског простора лако налазили запослење. Бабурица, Петриновић и Лукиновић су проширили производњу у двадесетак фабрика. Друга, по величини и количини производње, фирма била је у рукама браће Митровић, такође у провинцији Антофагасте. У овој провинцији се помиње и трговина луксузном робом "La Serbia".
Франо Петриновић је био чилеански индустријалац и бродовласник, који се доказао хуманим радом у оквиру Црвеног крста током Првог светског рата. Када је 1924. године посетио завичај поделио је 200.000 динара инвалидима рата. Те године је у Сплиту основана "Југословенско-америчка пловидба", са капиталом Срба из Америке. То друштво је набавило три брода, са којима је требало да се побољша бродски саобраћај између Краљевине СХС и Америке.
Југословенско, а тиме и српско исељеничко школство појављује се тек за време Првог светског рата када је 1916. године у Антофагасти отворена Југословенска мешовита "пучка" школа. Годину дана касније Југословенска школа почела је са радом и у Пунта Аренасу. Почасни председник школског већа је био Иван Ивановић, а учитељ Петар Гашић. Оснивач школа, које су имале и вртић, била је Југословенска народна одбрана, а финансијери сами исељеници. У први разред тих година било је уписано 110 ђака. У то време у Чилеу је живело до пет хиљада Југословена, највише Далматинаца, укључујући далматинске Србе пореклом јужно од Омиша и са острва Брач. Две трећине њих живело је у Антофагасти и Пунта Аренасу. Они су били окупљени око огранка ЈНО "Петар Петровић Његош" и "Далмација", Славјанског припомоћног друштва и листова "Слобода" , "Мале новине" и "Домовина".
Срби су дошли у Огњену земљу, на крајњи југ Јужне Америке, привучени причама о злату. У Пунта Аренасу и данас постоји музеј Југословенског припомоћног друштва, који је основан 1900. године, а чији је симбол био лик Косовке девојке и Павла Орловића. Гробље Pomparnas чува животне приче многих од тих људи. На плочи Педра Кусановића Саламунића исклесани су стихови песме "Тамо далеко". Такође постоји и фолклорно друштво "Његош" које већ деценијама држи на окупу исељенике да не забораве своју веру, језик и обичаје. У месту Порвенир, многи Чилеанци говоре српски, а на локалним саобраћајним знацима стоји обавештење: Југославија 18.622 km.
Међу нашим људима који су се успели високо на друштвеној лествици су Драго Пешутић, директор Banca de Chile, Станислав Кареловић-Киригин, власник листа "La prensa Austral", Симон Царевић, индустријалац, Марко Беовић, сувласник рудника злата и бакра, затим Радомиро Томић, некадашњи кандидат за председника, др Матео Мартинић, директор Института за историју, Војислав Павићевић, највећи произвођач сапуна у Чилеу и власник фирме "Sinabon", као и Карлос Гонзалез Јакшић, конгресмен и некадашњи градоначелник Пунта Аренаса.